# Beija-flor-de-arica
O  beija-flor-de-arica (Nome científico: Eulidia yarrellii) é uma espécie de ave da família Trochilidae (beija-flores).
Pode ser encontrada nos seguintes países: Chile e Peru.
Os seus habitats naturais são: matagal árido tropical ou subtropical e jardins rurais.